# Mètode electroanalític
Els  mètodes electroanalítics  són una classe de tècniques en química analítica, que estudien un anàlit mitjançant la mesura del potencial elèctric (volts) i/o el corrent elèctric (ampers) en una cel·la electroquímica, que conté l'anàlit. Aquests mètodes es poden dividir en diverses categories depenent de quins aspectes de la cel·la són controlats i quins es mesuren. Les tres principals categories són: Potenciometria (es mesuren la diferència de potencials en l'elèctrode), coulombimetria (es mesura el corrent de les cel amb el temps), i voltamperometria (es mesura el corrent de les cel mentre s'altera activament el potencial de les cel).

## Potenciometria
La potenciometria mesura passivament el potencial d'una solució entre dos elèctrodes, afectant molt poc a la solució en el procés. El potencial es relaciona llavors amb la concentració d'un o diversos anàlits. L'estructura de la cel utilitzada es designa sovint com un elèctrode tot i que en realitat conté dos elèctrodes: un elèctrode indicador i un elèctrode de referència (diferent de l'elèctrode de referència utilitzat en el sistema de tres elèctrodes). La Potenciometria generalment utilitza elèctrodes construïts selectivament sensibles als ions d'interès, com ara un elèctrode selectiu de fluorur. L'elèctrode potenciomètric més comú és l'elèctrode de membrana de vidre utilitzat en un pH-metre.

## Coulombimetria
La coulombimetria utilitza el corrent aplicada o el potencial per convertir completament un anàlit (mitjançant oxidació o reducció elèctrodes) d'un estat d'oxidació a un altre. En aquests experiments, el corrent total que passa es mesura directament o indirectament. El coneixement del nombre d'electrons que han passat ens pot indicar la concentració de l'anàlit o, quan la concentració es coneix, el nombre d'electrons transferits en la reacció redox. Les formes comuns de coulombimetria inclouen la coulombimetria potenciostàtica o coulombimetria a potencial controlada i la coulombimetria a intensitat constant, així com una varietat de titulacions coulombimètriques.

## Voltamperometria
La voltamperometria s'aplica un potencial constant i/o variable en la superfície d'un elèctrode i les mesures del corrent resultant amb un sistema de tres elèctrodes. Aquest mètode pot revelar el potencial de reducció d'un anàlit i la seva reactivitat electroquímica. Aquest mètode, en la pràctica és un mètode no destructiu, ja que només una molt petita quantitat de l'anàlit es consumeix a la superfície de bidimensional dels elèctrodes de treball i auxiliar. A la pràctica, les solucions de l'anàlit normalment s'eliminen, ja que és difícil separar l'anàlit de l'electròlit suport i l'experiment requereix només una petita quantitat d'anàlit. Un experiment normal pot implicar entre 1/10 ml amb una concentració d'anàlits entre 1/10 mM.

### Polarometria
La Polarometria és una subclasse de voltamperometria que utilitza un elèctrode de gota de mercuri com elèctrode de treball. L'elèctrode auxiliar és sovint la cubeta de mercuri resultant. La preocupació per la toxicitat del mercuri ha causat que l'ús dels elèctrodes de mercuri es redueixi en gran manera. Materials d'elèctrode alternatius, com ara els metalls nobles i el cristall de carboni, són assequibles, inerts, i de fàcil neteja.

### Amperometria
La majoria de l'amperometria és ara una subclasse de la voltamperometria en què l'elèctrode es manté a potencials constants durant diversos períodes. La distinció entre  amperometria  i  voltamperometria  és principalment històrica. Hi va haver un temps en què era difícil canviar de "mantenir" i "escanejar" un potencial. Aquesta funció és trivial per als moderns potenciostats, i avui en dia hi ha poca diferència entre les tècniques que, o bé "mantenen", "escanegen", o realitzen ambdues coses en un sol experiment. Això no obstant, la terminologia encara és confusa, per exemple, la voltamperometria de pols diferencial és també coneguda com a amperometria de pols diferencial. Aquest experiment pot ser vist com la combinació de la voltamperometria d'escombratge lineal i la cronoamperometria d'aquí la confusió sobre en què categoria hauria de ser nomenat.
Un avantatge que distingeix l'amperometria d'altres formes de voltamperometria és que a l'amperometria, els corrents mesures són una mitjana (o una suma) en el temps. En la majoria de les voltamperometries, els corrents mesures han de considerar de forma independent en intervals de temps individuals. La mitjana utilitzat en amperometria dona a aquests mètodes més precisió que a la majoria de mesures individuals de (altres) tècniques voltamperomètrics.
No tots els experiments que històricament van ser amperometria s'inclouen ara en l'àmbit de la voltamperometria. En una valoració amperomètrics, es mesura el corrent, però això no seria considerada voltamperometria atès que la solució sencera es transforma durant l'experiment. Les valoracions amperomètrics són, en canvi una forma de coulombimetria.